# Drzewołaz wytworny
Drzewołaz wytworny (Oophaga histrionica) – gatunek płaza z rodziny drzewołazowatych (Dendrobatidae).

## Systematyka
W 2018 roku takson ten poddano rewizji systematycznej i podzielono na 4 osobne gatunki: Oophaga histrionica, Oophaga anchicayensis, Oophaga andresi i Oophaga solanensis.

## Charakterystyka
Kolor tego płaza zależy od miejsca. Spotyka się ubarwienie pomarańczowe, żółte, czerwone, białe i niebieskie.

## Rozmiary
Jest to bardzo małe zwierzę, osiąga od 2,5 cm do 5 cm.

## Pokarm
Żywi się  mrówkami, termitami, małymi chrząszczami i stawonogami.

## Występowanie
Występuje w lasach deszczowych zachodniej Kolumbii (departament Risaralda) w przedziale wysokości 300–730 m n.p.m. Zasięg występowania obejmuje obszar o powierzchni zaledwie 98 km².

## Status
Międzynarodowa Unia Ochrony Przyrody (IUCN) uznaje drzewołaza wytwornego za gatunek krytycznie zagrożony wyginięciem.